# Otmar Suitner

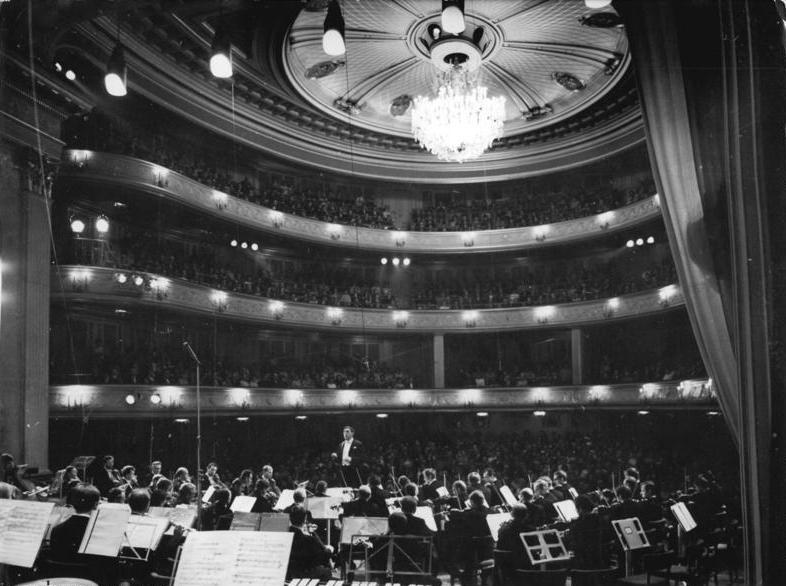
Suitner dirigeert de Berliner Staatskapelle, 1970

Otmar Suitner (Innsbruck, 16 mei 1922 - Berlijn, 8 januari 2010) was een Oostenrijks concert- en operadirigent.
Otmar Suitner studeerde piano aan het conservatorium en van 1940 tot 1942 aan het "Mozarteum" in Salzburg, piano bij Franz Ledwinka en dirigeren bij Clemens Krauss. Vanaf 1944 gaf hij diverse concerten als pianist, onder meer in Wenen, Rome, München en in Zwitserland. In 1952 werd Suitner muziekdirecteur in Remscheid. In 1957 werd hij algemeen directeur van de "Staatsphilharmonie Rheinland-Pfalz", waarmede hij gastoptredens gaf in onder meer Berlijn, München, Hamburg en in Italië en Griekenland. Met dit orkest begeleidde hij ook de legendarische sopraan Maria Callas.
Van 1960 tot 1964 was Suitner chef-dirigent van de Staatskapelle Dresden. Van 1964 tot 1967 dirigeerde hij de Fliegenden Holländer, Tannhäuser en der Ring des Nibelungen tijdens de Richard-Wagner-Festspiele in Bayreuth. Van 1964 tot 1971 en opnieuw van 1974 tot 1991 was Suitner algemeen muziekdirecteur aan de Staatsoper Unter den Linden in Berlijn. Suitner deed gastoptredens in bijna alle Europese landen, maar vooral in Zweden, Italië en Zwitserland en aan de Wiener Staatsoper, maar tevens in de Verenigde Staten (San Francisco Opera), Latijns-Amerika en Japan.
Otmar Suitner was sterk verbonden met de componist Paul Dessau. Hij dirigeerde de wereldpremière van diens Dessaus opera's Puntila (1966), Einstein (1974) en  Leonce und Lena (1979).
Van 1977 tot 1990 was Suitner ook docent dirigeren aan de "Hochschule für Musik und darstellende Kunst" (thans Universität für Musik und darstellende Kunst Wien) in Wenen. In 1990 diende hij om gezondheidsredenen te stoppen met dirigeren.

## Discografie (selectie)
- Beethoven: Die neun Sinfonien / Staatskapelle Berlin / 1980-83 / Solisten bei Sinfonie Nr. 9 Magdalena Hajossyova, Uta Priew, Eberhard Büchner und Manfred Schenk.
- Beethoven: Egmont-ouverture, Coriolan und Fidelio / Staatskapelle Berlin / 1984
- Beethoven: Ouvertüren Leonore III, Die Geschöpfe des Prometheus / Staatskapelle Berlin / 1984
- Bizet: Sinfonie Nr. 1 (C-Dur) / Staatskapelle Dresden
- Brahms: Sinfonien 1-4 / Staatskapelle Berlin / 1984-86
- Bruckner: Sinfonien Nr. 1, 4, 5, 7, 8 / Staatskapelle Berlin / 1987-90
- Debussy: Prélude a l'aprèsmidi d'un faune / Staatskapelle Dresden
- Dessau: Einstein / Operngesamtaufnahme / Schreier, Adam, Büchner und andere / Staatskapelle Berlin / 1977
- Dessau: Leonce und Lena / Gesamtaufnahme / Süß, Büchner, Nossek, Menzel, Schaller, Leib, Eisenfeld, Garduhn / Chor der Deutschen Staatsoper Berlin / Staatskapelle Berlin / 1980
- Dvořák: Die neun Sinfonien / Staatskapelle Berlin / 1977-81
- Eisler: Ernste Gesänge / Günter Leib / Staatskapelle Dresden
- Grieg: Drei Orchesterstücke op. 56 (zu „Sigurd Jorsalfar“) / Staatskapelle Berlin / 1976
- Grieg: Suite „Aus Holbergs Zeit“ op. 40 / Staatskapelle Berlin / 1976
- Grieg: Peer-Gynt-Suite Nr. 1 op. 46 / Bamberger Symphoniker / 1959
- Grieg: Peer-Gynt-Suite Nr. 2 op. 55 / Bamberger Symphoniker / 1959
- Händel: Acis und Galathea / Kunitachi College of Music / 1980
- Haydn: Sinfonie Nr. 100 („Militär-Sinfonie“) / Gewandhausorchester / 1950-er?
- Humperdinck:Hänsel und Grete / Gesamtaufnahme/ Springer, Hoff, Adam, Schreier / Staatskapelle Dresden / 1969
- Lanner: Waltzer, Hofball- und Steyrische Tänze und Die Schönbrunner / Staatskapelle Dresden / 1970
- Liszt: Orpheus Sinfonische Dichtung Nr.4 / Bamberger Symphoniker / 1957
- Liszt: Mazeppa Sinfonische Dichtung Nr.6 / Bamberger Symphoniker / 1957
- Lortzing: Die Opernprobe / Gesamtaufnahme / Litz, Hirte, Lövaas, Marheineke, Gedda / Chor und Orchester der Bayerischen Staatsoper / 1974
- Mahler: Sinfonie Nr. 1 / Staatskapelle Dresden / 1962
- Mahler: Sinfonie Nr. 2 / Hajossyova, Priew / Staatskapelle Berlin / 1983
- Mahler: Sinfonie Nr. 5 / Staatskapelle Berlin / 1984
- Mozart: Le nozze di Figaro / Gesamtaufnahme / Prey, Güden, Rothenberger, Berry, Mathis, Schreier, Vogel / Staatskapelle Dresden / 1964
- Meyer: Violinkonzert / David Oistrach / Staatskapelle Berlin
- Mozart: Così fan tutte / Gesamtaufnahme / Casapietra, Burmeister, Leib, Schreier, Geszty, Adam / Chor der Deutschen Staatsoper Berlin / Staatskapelle Berlin / 1969
- Mozart: Die Zauberflöte / Gesamtaufnahme / Adam, Schreier, Geszty, Donath, Leib, Hoff, Kuhse, Vogel / Staatskapelle Dresden / 1970
- Mozart: Sinfonie Nr. 29, A-Dur, KV 201 / Staatskapelle Dresden
- Mozart: Sinfonie Nr. 39, Es-Dur, KV 543 / Staatskapelle Dresden / 1976
- Mozart: Sinfonie Nr. 40, g-Moll, KV 550 / Staatskapelle Dresden / 1976
- Mozart: Sinfonie Nr. 41, C-Dur, KV 551 (Jupiter) / Staatskapelle Dresden / 1974
- Mozart: Sinfonie Nr. 41, C-Dur, KV 551 (Jupiter) / NHK-SO Live in Tokio / 1982
- Pfitzner: Palestrina / Gesamtaufnahme / Schreier, Lorenz, Nossek, Lang, Polster, Ketelsen, Garduhn, Trekel, Bär, Priew / Chor der Deutschen Staatsoper Berlin / Staatskapelle Berlin / 1986-88
- Schubert: Alfonso und Estrella / Gesamtaufnahme / Mathis, Schreier, Fischer-Dieskau, Prey, Adam / Rundfunkchor Berlin / Staatskapelle Berlin / 1978
- Schubert: Sinfonie Nr. 1, 2, 3, 4, 5, 6, 7, 9 / Staatskapelle Berlin / 1983-86
- Schumann: Die vier Sinfonien / Staatskapelle Berlin / 1986-87
- Smetana: Die verkaufte Braut / Gesamtaufnahme / Burmeister, Schlemm, Lange, Leib, Teschler, Adam / Staatskapelle Dresden
- Strauss: Salomé / Gesamtaufnahme San Francisco House of Opera Live / Rysanek, Varnay, Nimsgern, Hopf / Orchester der Oper San Francisco / 1974
- Suppé: Die schönsten Ouvertüren / Staatskapelle Dresden / 1969
- Wagner: Tannhäuser / Gesamtaufnahme San Francisco House of Opera Live / Thomas, Rysanek, Napier, Stewart und andere / Orchester der Oper San Francisco / 1973

Bron:de Duitse versie van wikipedia
- Biblioteca Nacional de España: XX889972
- Bibliothèque nationale de France: cb13900167p (data)
- CiNii: DA06303887
- Gemeinsame Normdatei: 117373079
- International Standard Name Identifier: 0000 0001 1480 1712
- Library of Congress Control Number: n83153237
- Nationale Bibliotheek van Letland: 000092434
- MusicBrainz: f15d09e3-4d5d-4051-b0fb-3b324ee0cb1e
- Nationale Bibliotheek van Tsjechië: pna2010576219
- Nationale Bibliotheek van Israël: 987007331585305171
- Nationale Bibliotheek van Polen: a0000001899501
- Nederlandse Thesaurus van Auteursnamen: 069517851
- SNAC: w6g749b9
- Système universitaire de documentation: 08429163X
- Virtual International Authority File: 112366921
- WorldCat: E39PBJkxKY3q9FYKq47F4DCfbd